# Elocução
Elocução significa exprimir o pensamento por meio de palavras. Corresponde também a toda a concretização de uma ideia em forma de enunciado.
Historicamente, na retórica grego-romana, a elocução (elocutio) é a terceira das cinco fases de um discurso, sendo considerada a fase de escolha do modo de expressão mais correto para a transmissão da mensagem, considerando o público alvo, o conhecimento da comunidade e a linguagem a ser utilizada.
Nesta mesma retórica um discurso se compõe por:
- Invenção - inventio (fase de recolha de argumentos para a defesa de um causa)
- Disposição - dispositio (organização dos argumentos).
- Elocução - elocutio (correspondente grego da lexis)
- Memória - memoria (escrita do discurso)
- Ação - actio ou pronuntiatio (apresentação do discurso)
- Prolepse - prolepsis (refutação prévia)